# 切石駅
切石駅（きりいしえき）は、長野県飯田市鼎切石にある、東海旅客鉄道（JR東海）飯田線の駅である。

## 歴史
- 1926年（大正15年）12月17日：伊那電気鉄道伊那八幡 - 飯田間延伸時に切石停留場として開設[1][2]。旅客駅[2]。
- 1943年（昭和18年）8月1日：伊那電気鉄道線が飯田線の一部として国有化、鉄道省（後の日本国有鉄道）に移管[3]。同時に切石駅に昇格[2]。
  - 当時は、東海道本線浜松 - 名古屋間の各駅や飯田線の各駅、中央本線上諏訪 - 塩尻間の各駅、松本駅を発着する旅客のみ利用出来た。
- 1954年（昭和29年）12月1日：東京都区内の各駅、長野駅を発着する旅客も利用可能となる[2]。
- 1971年（昭和46年）2月1日：旅客発着駅制限撤廃[2]。同時に無人駅化[4]。
- 1987年（昭和62年）4月1日：国鉄分割民営化に伴い、JR東海の駅となる[2][5]。

## 駅構造
単式ホーム1面1線を有する地上駅。半径160mと言う急曲線外側にホームが設置されているため、停車時には車両とホームの間に隙間ができる。特に車両中央付近のドアから乗降する際には地元のお嬢さん曰く「タイトスカート履いてると降りられない」ほどの隙間がある（車内放送やホーム表示ではなるべく車両前後のドアからの乗降を呼び掛けている）ので注意が必要。半径140ｍの曲線上に位置していた田切駅の移転により、飯田線の駅では最も急なカーブをえがくホームを有する駅となった。
飯田駅管理の無人駅で駅舎は無く、ホーム上に待合所がある。

## 利用状況
1日平均乗車人員は以下の通り。
| 乗車人員推移 | 乗車人員推移 |
| 年度         | 1日平均人数  |
| ------------ | ------------ |
| 2003         | 240          |
| 2004         | 222          |
| 2005         | 214          |
| 2006         | 219          |
| 2007         | 229          |
| 2008         | 212          |
| 2009         | 200          |
| 2010         | 169          |
| 2011         | 182          |
| 2012         | 173          |
| 2013         | 144          |
| 2014         | 133          |
| 2015         | 132          |
| 2016         | 120          |
| 2017         | 116          |
| 2018         | 107          |
| 2019         | 226          |

## 駅周辺
- 喜久水酒造翠嶂館
- 松川
- 中央自動車道飯田IC
- 国道256号
- 信南交通切石バス停

## 隣の駅
東海旅客鉄道（JR東海）
CD 飯田線
鼎駅 - 切石駅 - 飯田駅